# 그리스거북
그리스거북(학명:Testudo graeca)은 거북목 땅거북과에 속하는 거북이다. 몸길이는 13~20cm가 되는 작은 거북에 속한다.

## 특징과 먹이
그리스거북은 어두운 갈색과 밝은 노란색의 색상을 가진 종으로 많은 반점의 유형까지 갖추고 있는 종이다. 갑피의 가장자리에 굽힘은 최소에서 발음까지 다양하며 밝고 눈에 띄는 착색을 가진 종이다. 머리의 색은 검은색을 띄며 수컷의 경우는 암컷과는 달리 일반적으로 더 작은 크기를 가지며 꼬리가 암컷보다 길다. 테이퍼가 고르게 포인트까지 길으며 클로킬 개구부는 꼬리의 기지에서 더 멀리 떨어져 있다. 밑면은 다소 곡선이 있고 암컷은 아래쪽에 평평한 껍질을 가지고 있다. 남성 갑피의 뒤쪽이 되는 부분은 길보다 넓으며 갑피의 후방 판은 종종 바깥쪽으로 플랜지한다. 또한 수명이 매우 긴 종으로 평균적으로 125년의 긴 수명을 가진 종이기도 하다. 먹이로는 민들레의 잎과 식물의 줄기, 수생식물 및 물고기와 갑각류를 모두 즐겨먹는 잡식성의 거북이 된다.

## 서식지와 산란기
그리스거북의 주요한 서식지는 그리스를 포함하여 남유럽, 서아시아, 북아메리카로 주로 지중해의 연안에 있는 국가에 서식한다. 나무와 풀이 우거진 숲과 강의 하구, 연안 등에서 주로 서식한다. 산란기는 보통 3월~5월의 봄이 되며 산란기에는 암컷을 차지하기 위해 수컷들끼리 싸움이 일어나기도 한다. 수컷의 수정을 받은 암컷은 약 1~2주 후에 알을 산란하기 시작하여 한번에 20~30개의 알을 산란하게 된다.